# Prosto przed siebie
Prosto przed siebie – album studyjny polskiego rapera Miuosha. Wydawnictwo ukazało się 20 października 2012 nakładem wytwórni muzycznej Fandango Records. Gościnnie w nagraniach wzięli udział Bisz, Pyskaty, Joka, HiFi Banda, W.E.N.A. czy Ero. W ramach promocji zrealizowano teledyski do utworów "Dowód", "Na zawsze", "Stój" i "Róże z betonu".
Raper część materiału na album napisał jednego dnia.
Według rapera okładka częściowo nawiązuje do debiutanckiego albumu Illmatic amerykańskiego rapera Nasa. W wywiadzie dla portalu internetowego hip-hop.pl tłumaczył: Podczas prac (…) dużo słuchałem”Illmatica”, a będąc w odwiedzinach u moich rodziców zauważyłem na ścianie moje zdjęcie z czasów, gdy miałem 4-5 lat. Pomyślałem, że skoro ta płyta jest strasznie osobista i dużo mówię na niej o tym skąd i jak przyszedłem, to może taka prosta okładka ze zdjęciem zrobionym na początku tej drogi może najlepiej odzwierciedlać ten album.
Prosto od siebie uzyskał status dwukrotnie platynowej płyty.

## Lista utworów
Opracowano na podstawie materiału źródłowego.
1. "Dowód" (produkcja: Tdk, scratche: DJ Ben, DJ Noriz)
2. "Nie mamy skrzydeł" (produkcja: Emdeka)[A]
3. "Szczury" (gościnnie: Bisz, produkcja: Minor)[B]
4. "Pierwsze pokolenie" (produkcja: Galus, scratche: DJ Krug)
5. "Reprezent" (gościnnie: Joka, produkcja: Minor, scratche: DJ Ben)[C]
6. "Matka i krew" (produkcja: Emdeka)[D]
7. "Bit, pot, alkohol" (gościnnie: Pyskaty, W.E.N.A., produkcja: Emdeka)[E]
8. "Na zawsze" (produkcja: Emdeka, scratche: DJ Noriz)[F]
9. "Róże z betonu" (gościnnie: HiFi Banda, produkcja: Emdeka, scratche: DJ Kebs)[G]
10. "Stój" (gościnnie: Ero, produkcja: Złote Twarze)[H]
11. "Ktoś kiedyś" (produkcja: Hellou, scratche: DJ Ben)[I]
12. "Płoną mosty" (produkcja: Emdeka, scratche: DJ Gondek)[J]
13. "Prosto przed siebie" (produkcja: Husam, scratche: DJ Ben)[K]
14. "Ten świat, ten dzień" (produkcja: Donatan, scratche: DJ Ben)
15. "Ostatni" (produkcja: TMKBeatz, scratche: DJ Ben)[L]

Notatki
- A^ W utworze wykorzystano sample z piosenki "Astrobolid" w wykonaniu Jerzego Miliana[13].
- B^ W utworze wykorzystano sample z piosenki "Eternal Love" w wykonaniu Stephanie Mills[13].
- C^ W utworze wykorzystano sample z piosenek "Normalnie o tej porze" w wykonaniu Kaliber 44 i "It's So Hard to Break a Habit" The Webs[13].
- D^ W utworze wykorzystano sample z piosenki "Don't Leave Me Lonely" w wykonaniu King Floyd[13].
- E^ W utworze wykorzystano sample z piosenki "A Song for You" w wykonaniu Donny Hathaway[13].
- F^ W utworze wykorzystano sample z piosenki "My Home" w wykonaniu Nneka[13].
- G^ W utworze wykorzystano sample z piosenki "Studda Step" w wykonaniu Biz Markie[13].
- H^ W utworze wykorzystano sample z piosenki "Amoureuse" w wykonaniu Kiki Dee[13].
- I^ W utworze wykorzystano sample z piosenki "It's a Man's Man's Man's World" w wykonaniu Etty James[13].
- J^ W utworze wykorzystano sample z piosenki "Sonnet" w wykonaniu Ałły Pugaczowej[13].
- K^ W utworze wykorzystano sample z piosenki "Punish Me" w wykonaniu Margie Joseph[13].
- L^ W utworze wykorzystano sample z piosenki "My Other Love" w wykonaniu Bunny'ego Siglera[13].